# Gonzalo Puigcerver Romá
Gonzalo Puigcerver Romá (Alacant, 14 de març de 1924-Madrid, 20 de febrer de 2012) va ser un militar general espanyol del Exèrcit de l'Aire, que va ser cap de la Cambra Militar de la Casa Real durant el regnat de Joan Carles I (1985-1986) i cap de l'Estat Major de la Defensa entre 1986 i 1990.

## Biografia
Després de cursar els estudis de batxiller, va començar la carrera d'Enginyeria Naval i de Mines al mateix temps que va ingressar a l'Acadèmia General de l'Aire en el que va ser la primera promoció d'oficials de l'arma aèria espanyola. En 1949 va finalitzar la seva formació acadèmica i va ser ascendit a tinent amb destinació a la seva terra natal, a l'aeròdrom de Rabassa (1949). Va mantenir la mateixa destinació en els anys següents, en els quals va ascendir a capità (1951). Va ser professor a l'Escola de Vols de Jerez de la Frontera (1954) i va obtenir el títol d'instructor a la base aèria estatunidenca a Fürstenfeldbrück (Alemanya). Poc després va continuar com a professor a Matacán dels North American T-6. De 1955 a 1961 va ascendir a comandant, es va diplomar en Estat Major i va viatjar als Estats Units per formar-se en els avions de reacció Lockheed T-33 i F-86 Sabre. En tornar dels Estats Units va ser destinat en la prefectura de la base de Torrejón de Ardoz, on va romandre fins a 1975, amb un parèntesi en el qual es va incorporar voluntàriament a l'Ala 12 de la mateixa base com a pilot dels F-4 Phantom II.
En l'estiu de 1975 va ser destinat al Estat Major de l'Aire. De 1975 a 1982, quan va aconseguir el grau de general de divisió, va anar successivament cap de l'Ala d'Alerta, de la Divisió d'Operacions, del Comandament Aeri de Transports, del sector aeri de Saragossa i del Comandament Aeri de Canàries. Tinent general des de 1984, va ser nomenat pel rei Joan Carles I cap de la Cambra Militar al març de 1985, temps durant el qual se li va encarregar la direcció de la formació militar del llavors hereu, el príncep Felip. Va cessar a l'any següent per substituir a l'almirall, Ángel Liberal Lucini, com cap d'Estat Major de la Defensa (JEMAD), durant el segon mandat de Felipe González com a president del Govern i amb Narcís Serra com a ministre de Defensa, càrrec que va ocupar fins a 1990. Va ser un dels impulsors de la modernització de l'armament de l'exèrcit de l'aire amb els F-18 i, com JEMAD, va participar en la confecció i signatura dels primers acords de coordinació d'Espanya amb l'OTAN i va haver de presidir la delegació diplomàtica espanyola a Guinea Equatorial en 1989 durant la presa de possessió del president, Teodoro Obiang Nguema, amb la qual el govern espanyol va voler rebaixar les tensions que s'havien generat després de diversos incidents i frecs amb el règim guineà.